# Bartłomiej Seki
Bartłomiej Seki (ur. ok. 1582 w Usuki w Japonii; zm. 27 listopada 1619 w Nagasaki) – błogosławiony Kościoła katolickiego, japoński męczennik, ofiara prześladowań antykatolickich w Japonii.

## Życiorys
Bartłomiej Seki należał do Bractwa Różańcowego.
W Japonii w okresie Edo (XVII w.) doszło do prześladowań chrześcijan.
Bartłomiej Seki został ścięty 27 listopada 1619 w Nagasaki za to, że mieszkając na tej samej ulicy co Kosma Takeya Sozaburō, u którego ukrywali się misjonarze Anioł Orsucci i Jan Martínez Cid nie doniósł władzom o miejscu ich pobytu. Tego samego dnia w Nagasaki stracono również wielu innych chrześcijan (m.in. pod tym samym zarzutem Aleksego Nakamura, Antoniego Kimura, Jana Iwanaga, Leona Nakanishi i Michała Takeshita).
Został beatyfikowany w grupie 205 męczenników japońskich przez Piusa IX w dniu 7 lipca 1867 (dokument datowany jest 7 maja 1867)
Dniem jego wspomnienia jest 10 września (w grupie 205 męczenników japońskich).